# Hamza Samari
Hamza Samari (Heerlen, 5 oktober 1982) is een voormalig Nederlands voetballer van Marokkaanse afkomst die doorgaans speelde als linkermiddenvelder, maar ook inzetbaar was als verdediger.

## Spelerscarrière
Samari doorliep de jeugdopleiding van Fortuna Sittard en werd in 2002 door trainer Hans de Koning overgeheveld naar de selectie van het eerste elftal waar hij echter niet aan spelen toe kwam. In 2003 sloot hij als amateur aan bij VVV-Venlo. Op 25 februari 2005 maakte hij daar zijn debuut in het betaald voetbal, als invaller voor Ahmed Ammi tijdens een met 0-2 verloren thuiswedstrijd tegen Cambuur Leeuwarden. Het zou bij die ene competitiewedstrijd blijven. Na afloop van het seizoen 2004/05 verliet Samari de Venlose eerstedivisionist. Nadien speelde hij nog voor onder meer TuRU Düsseldorf, EVV en RKSV Schijndel.

## Statistieken
| Seizoen         | Club            | Competitie         | Competitie | Competitie | Beker | Beker | Playoff | Playoff | Totaal | Totaal |
| Seizoen         | Club            | Competitie         | Wed.       | Dlp.       | Wed.  | Dlp.  | Wed.    | Dlp.    | Wed.   | Dlp.   |
| --------------- | --------------- | ------------------ | ---------- | ---------- | ----- | ----- | ------- | ------- | ------ | ------ |
| 2002/03         | Fortuna Sittard | Eerste divisie     | 0          | 0          | 0     | 0     | –       | –       | 0      | 0      |
| 2003/04         | VVV-Venlo       | Eerste divisie     | 0          | 0          | 0     | 0     | –       | –       | 0      | 0      |
| 2004/05         | VVV-Venlo       | Eerste divisie     | 1          | 0          | 0     | 0     | 0       | 0       | 1      | 0      |
| 2005/06         | TuRU Düsseldorf | Oberliga Nordrhein | 4          | 0          | –     | –     | –       | –       | 4      | 0      |
| Carrière totaal | Carrière totaal | Carrière totaal    | 5          | 0          | 0     | 0     | 0       | 0       | 5      | 0      |